# 러즈반 마린
러즈반 가브리엘 마린(루마니아어: Răzvan Gabriel Marin, 1996년 5월 23일 ~ )은 루마니아의 프로 축구 선수로, 현재 수페르리가 엘라다의 클럽 AEK 아테네와 루마니아 국가대표팀에서 수비형 미드필더로 활약하고 있다.
그는 17살에 지역 클럽인 비토룰 콘스탄차에서 시니어 경력을 시작했고, 빠르게 1군 정규 선수로 자리매김했다. 그의 활약으로 2017년 초에 스탕다르 리에주로 이적했고, 첫 해에 벨기에 컵을 우승했다. 두 시즌 반 후, 마린은 1250만 유로의 보고된 이적료로 네덜란드 팀 아약스로 이적했지만, 부담을 주지 않았고 초기 임대로 칼리아리로 이적했다.
마린은 이전에 여러 청소년 수준에서 루마니아를 대표한 후 2016년에 루마니아 국가대표팀에서 데뷔했다.

## 구단 경력

### 초기 경력 및 비토룰 콘스탄차
부쿠레슈티 출신인 마린은 6살 때부터 지역 프로 루차퍼룰에서 축구를 시작했고, 7년 뒤 비토룰 콘스탄차 아카데미에 입단했다. 그는 2013년 10월 18일, 0-4로 패한 FCSB의 리가 I 원정 경기에서 후자의 클럽에서 프로 데뷔 전을 치렀다.
마린은 2015년 3월 15일 CFR 클루지와의 원정 경기에서 첫 리그 골을 넣었다. 2016년 12월, 겨우 20세의 나이로, 일간지 《가제타 스포르투릴러》는 그가 2016년 루마니아 올해의 축구 선수상 3위를 차지했다고 발표했다. 콘스탄차에서 활약하는 동안, 마린은 총 85경기에서 10골을 넣었다.

### 스탕다르 리에주
2017년 1월 20일, 마린은 벨기에의 스탕다르 리에주와 4년 6개월 계약을 체결했다. 루마니아 언론은 처음에 이적 가치를 240만 유로로 보도했고, 비토룰은 향후 이적 가능성에 대한 자본 이득에 대해 공개되지 않은 관심을 유지했다. 그는 이틀 후, 첫 벨기에 프로 리그 경기에 출전했는데, 0-3으로 패한 클뤼프 브뤼허와의 스타드 모리스 뒤프란 경기에서 80분 교체 출전했다.

### 아약스
2019년 4월 4일, 아약스는 마린과 1,250만 유로의 이적료에 5년 계약을 체결하였고, 여름에 선수단에 합류할 예정이었다. 당시 이 금액은 네덜란드 구단이 지불한 역대 세 번째로 높은 금액이었다.

### 칼리아리
2020년 8월 31일, 마린은 이탈리아 세리에 A의 칼리아리에 임대로 합류했다. 2021년 7월 1일, 이 계약은 영구 계약이 되었고 마린은 2024년까지 팀에 머물 수 있는 계약을 체결했다. 구단은 완전 이적료로 1,000만 유로를 지불했다.
2021-22 시즌 첫 경기에서, 그는 코파 이탈리아에서 피사를 상대로 최종적으로 3-1 승리를 거두며 득점의 포문을 열었다.

#### 엠폴리로의 임대
2022년 7월 5일, 마린은 엠폴리에 매수 옵션과 함께 시즌 임대로 합류했다. 2023년 6월 29일, 그의 계약은 500만 유로에 엠폴리에 의해 상환되었다.

## 국가대표팀 경력
2016년 9월, 20세의 마린은 몬테네그로와의 2018년 FIFA 월드컵 예선 전을 위해 루마니아 국가대표팀에 선발되었다. 같은 대회에서, 10월 8일, 그는 아르메니아와의 원정 경기에서 첫 출전을 했고, 골을 넣었다.

## 사생활
마린의 아버지 페트레도 루마니아의 축구 선수였다. 풀백이었던 그는 FCSB와 프로그레술 부쿠레슈티에서 뛰었다.